# Franck Lagorce
Franck Lagorce (Hay-les-Roses, 1 september 1968) is een voormalig Frans autocoureur. Hij maakte zijn Formule 1-debuut in 1994 bij Ligier en nam deel aan twee Grands Prix. Hij scoorde geen punten.
Hij startte met karting toen hij elf jaar oud was en startte in 1987 in de Formule Ford. In 1990 werd hij vice-kampioen Formule Renault van Frankrijk en in 1992 Frans kampioen Formule 3. Dit opende de deuren voor hem naar de Formule 3000 in 1993. Hij werd dat jaar vice-kampioen Formule 3000 van Frankrijk en in 1994 in de internationale klasse ervan. Hij nam hetzelfde jaar deel aan de 24 uren van Le Mans en behaalde de pole-position.
Dankzij deze resultaten kon hij aan de slag bij Ligier voor de laatste twee Grand Prix Formule 1 van 1994 in Japan en Australië. De volgende twee seizoenen werd hij testrijder bij Ligier en Forti.
Hierna gaat hij zich lanceren in een aantal andere klassen, waaronder de GT en de Trophée Andros. Tussen 1994 en 2003 reed hij tienmaal in de 24 uren van Le Mans met een vijfde plaats als beste resultaat. In 2003 nam hij ook aan een aantal rally's deel.
Vanaf 2004 werd hij tv-commentator voor France Télévisions, Canal+ en Motors TV, voornamelijk in de Trophée Andros. Hij werd in 2005 ook kapitein van het Franse karting-team.